# Mill Ends Park
Il Mill Ends Park è un parco urbano situato tra Naito Parkway e Taylor Street, nel centro di Portland, in Oregon.
Nonostante le sue ridottissime misure, pari a 60,96 centimetri di diametro e un'area di 0,29 metri quadrati, il  Mill Ends Park è stato ufficialmente riconosciuto dall'amministrazione comunale quale parco urbano ed è stato certificato dal Guinness Book of Records come il parco più piccolo del mondo, superato nel febbraio 2025 da un parco a Nagaizumi, in Giappone.
Sebbene sia occupato, a causa delle sue dimensioni molto ridotte, da una sola pianticella, il Mill Ends Park ha anche ospitato molti oggetti insoliti nel corso dei decenni. Oggi è divenuto una meta turistica ed è il luogo intorno al quale si celebra la festività del giorno di San Patrizio a Portland.

## Storia
Nel 1948 il sito che sarebbe diventato Mill Ends Park doveva essere occupato da un palo della luce. Quando le erbacce spuntarono dal terreno e il palo non era ancora stato installato, Dick Fagan, un editorialista di origini irlandesi dell'Oregon Journal, che era stanziato di fronte al futuro parco, piantò dei fiori nella buca e lo nominò, in un articolo del suo giornale, "Mill Ends". Secondo quanto narra una leggenda inventata da Fagan e che descrive le origini del parco, egli guardò un giorno fuori dalla finestra del suo ufficio e vide un leprechaun (un folletto della mitologia irlandese) di nome Patrick O'Toole che scavava nel buco dove sarebbe apparso il Mill Ends Park. Dopo essere frettolosamente uscito dal suo ufficio e aver raggiunto la creatura, la afferrò, ed essa gli concesse un desiderio. Fagan desiderò possedere un parco tutto suo ma, non avendone specificato le dimensioni, il folletto gli donò quel buco di terreno. Sebbene non fosse ancora stato ufficializzato, il Mill Ends Park venne inaugurato da Fagan durante il giorno di San Patrizio del 1948.
Lungo la sua vita, Fagan descrisse nei suoi articoli il Mill Ends Park e le bizzarre creature che lo abitano. Sostenne anche di essere l'unica persona in grado di vedere il capo dei leprechaun Patrick O'Toole che secondo lui abiterebbe in quel luogo. Un giorno, Fagan pubblicò sul suo giornale un monito di O'Toole, che asseriva la presenza di un coprifuoco che sarebbe iniziato a partire dalle ore 11 in tutti i parchi della città di Portland. L'articolo affermava che O'Toole avrebbe sfidato il sindaco a tentare di sfrattare lui e i suoi seguaci da Mill Ends; inoltre, il fittizio folletto dichiarò che lo avrebbe maledetto qualora avesse tentato di fermarlo. Successivamente, non fu intrapresa alcuna azione legale e ai folletti fu permesso di rimanere nel parco per diverse ore. Dopo la morte di Fagan, deceduto per cancro nel 1969, il parco venne curato da volontari e amici di Fagan.

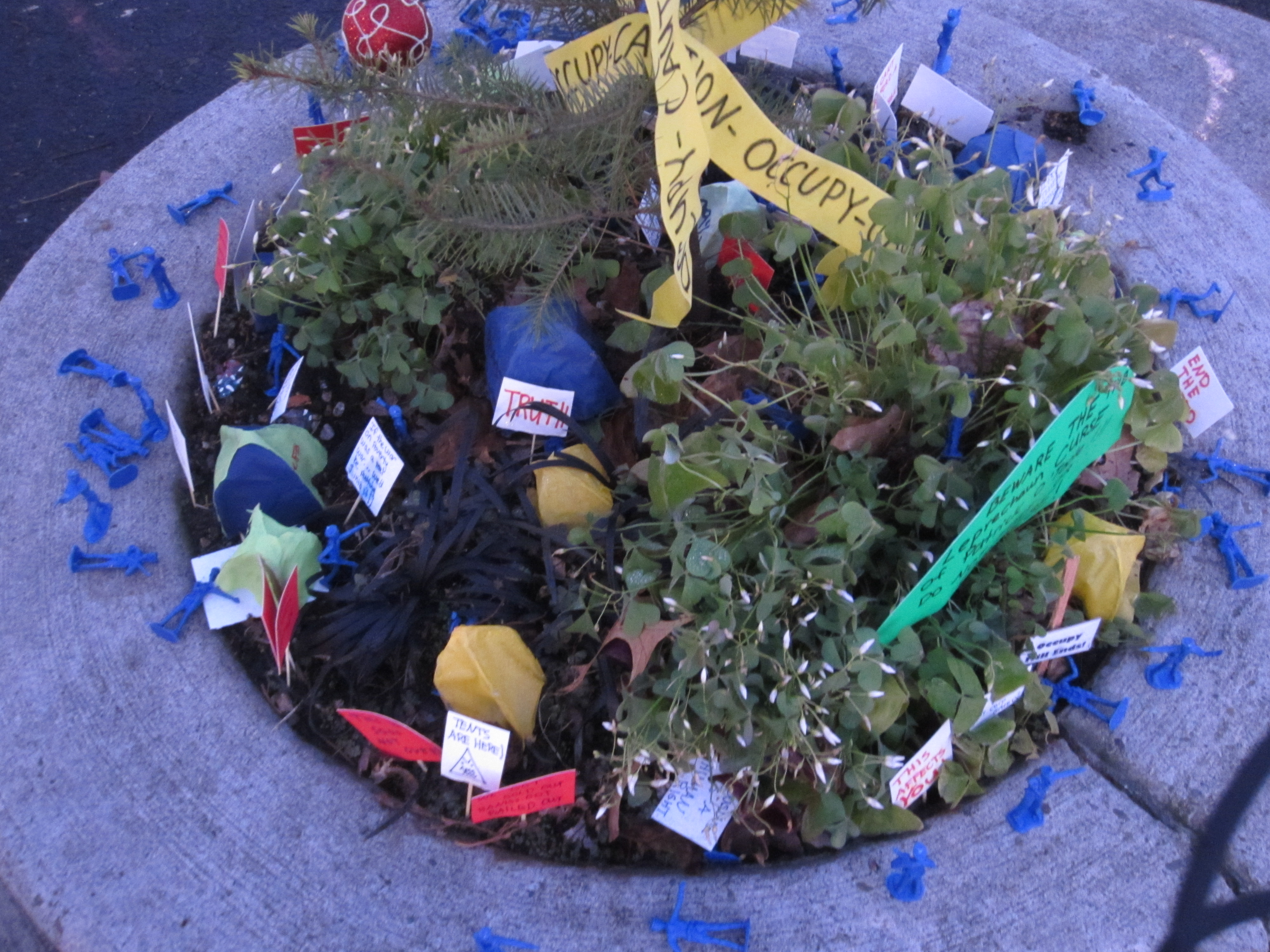
Il Mill Ends Park viene "invaso" da soldatini durante la manifestazione Occupy Portland (2011).

Nel giorno di San Patrizio del 1976, Il Mill Ends Park venne dichiarato ufficialmente parco cittadino e definito "l'unica colonia di leprechaun ad ovest dell'Irlanda".
Nel mese di febbraio 2006, il parco venne temporaneamente spostato a pochi metri di distanza dal suo luogo di origine a causa di alcuni lavori stradali. Venne rilocato nel luogo originario il 16 marzo 2007 con una celebrazione a cui presero parte i familiari di Fagan e alcuni suonatori di cornamusa. Nel mese di dicembre del 2011, vennero collocati a Mill Ends Park alcuni soldatini di plastica e alcuni minuscoli cartelli in segno di risposta alla manifestazione Occupy Portland. Durante i moti di protesta, un uomo di nome Cameron Scott Whitten venne arrestato per non essersi spostato dal Mill Ends Park nonostante le richieste della polizia.
Nel mese di marzo del 2013, l'unica pianta del parco venne rubata. Una settimana più tardi i funzionari piantarono un alberello sostitutivo e, il giorno seguente, un passante trovò il presunto albero rubato accanto a quello nuovo. Durante l'aprile dello stesso anno, i funzionari di Burntwood lamentarono la scelta del Guinness World Record di aver reputato il Mill Ends Park il parco più piccolo del mondo. Secondo essi, il Mill Ends non era abbastanza grande da poter essere considerato un parco, e che a detenere il primato fosse in realtà il Prince's Park di Burntwood in quanto quest'ultimo avesse una recinzione e altre particolari caratteristiche. In risposta, i volontari del Miles End Park eressero un minuscolo recinto intorno al parco di Portland e vi sistemarono una "guardia armata".

## Descrizione

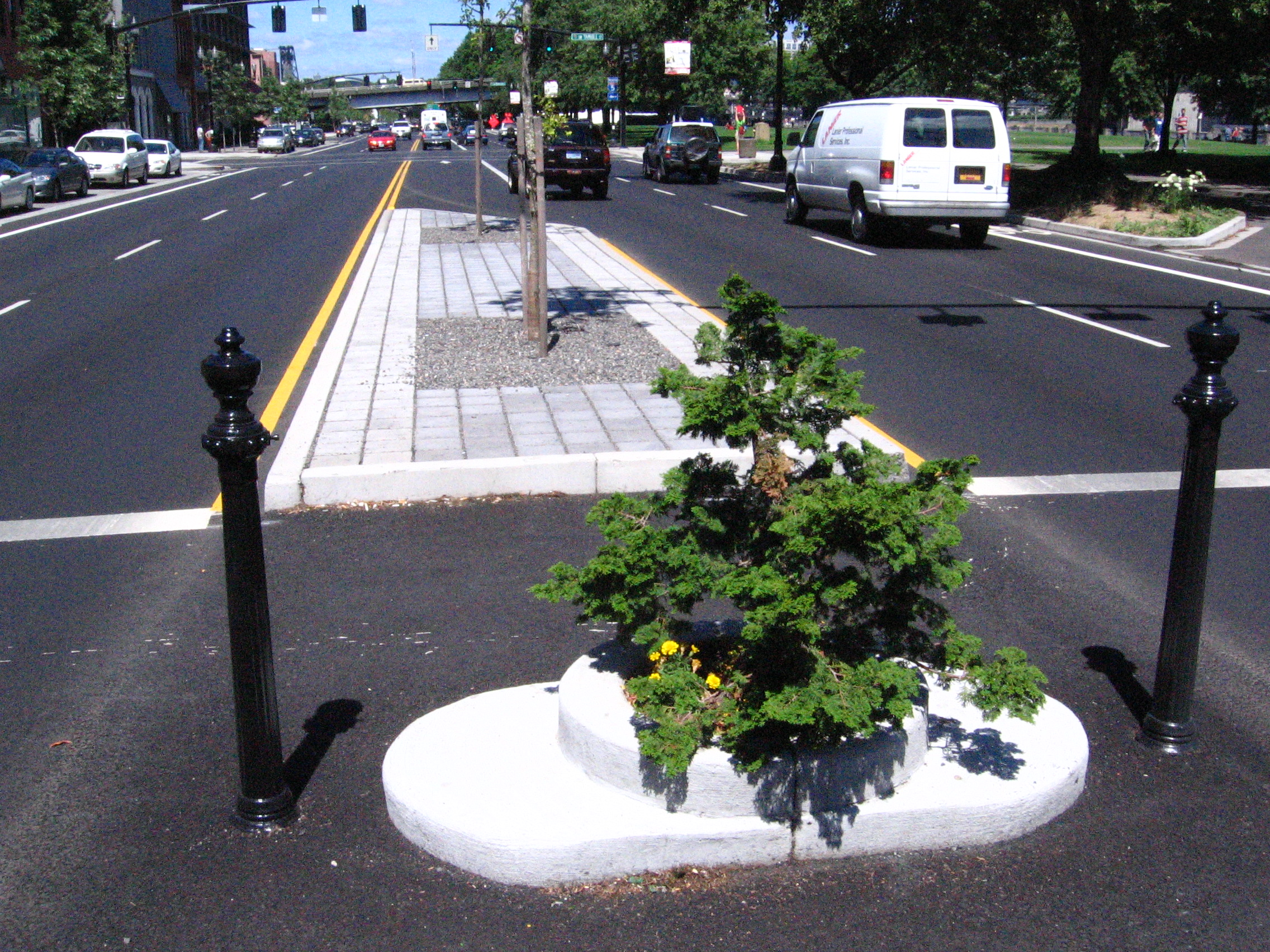
Mill Ends Park nel 2007

Il Mill Ends Park ha una pianta circolare ed è sito su un basamento in calcestruzzo. Misura 610 millimetri di diametro e ha un'area totale di 0,292 metri quadrati. A causa delle sue dimensioni estremamente ridotte, può essere occupato da una sola pianticella. Con il passare del tempo, diversi passanti hanno decorato il parco con vari oggetti tra cui una piscina per farfalle completa di trampolino, statuette e una ruota panoramica in miniatura. Durante il giorno di San Patrizio del 2001, il parco venne anche decorato con un folletto e la sua pentola d'oro e dai disegni di quadrifogli e folletti realizzati da bambini.